# Tindr (cráter)

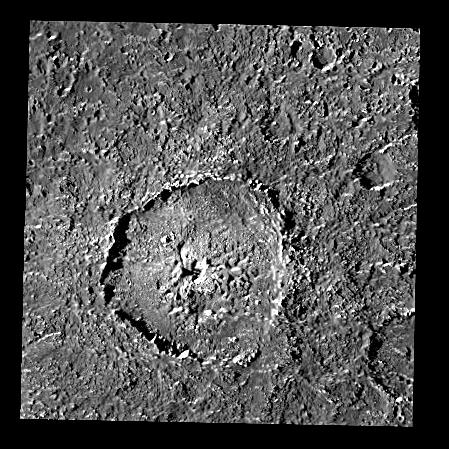
Imagen del cráter Tindr vista desde la sonda Galileo.

Tindr es un cráter de 75,8 km de diámetro en la luna de Júpiter, Calisto. Lleva el nombre de uno de los antepasados de Óttar en la mitología nórdica. Este es un ejemplo de un cráter de impacto con pozo central.